# Perizoma pudens
Perizoma pudens là một loài bướm đêm trong họ Geometridae.